# Annemarie Schwarzenbach
Annemarie Schwarzenbach, född 23 maj 1908 i Zürich, död 15 november 1942 i Engadin, var en schweizisk författare, journalist och fotograf.

## Biografi

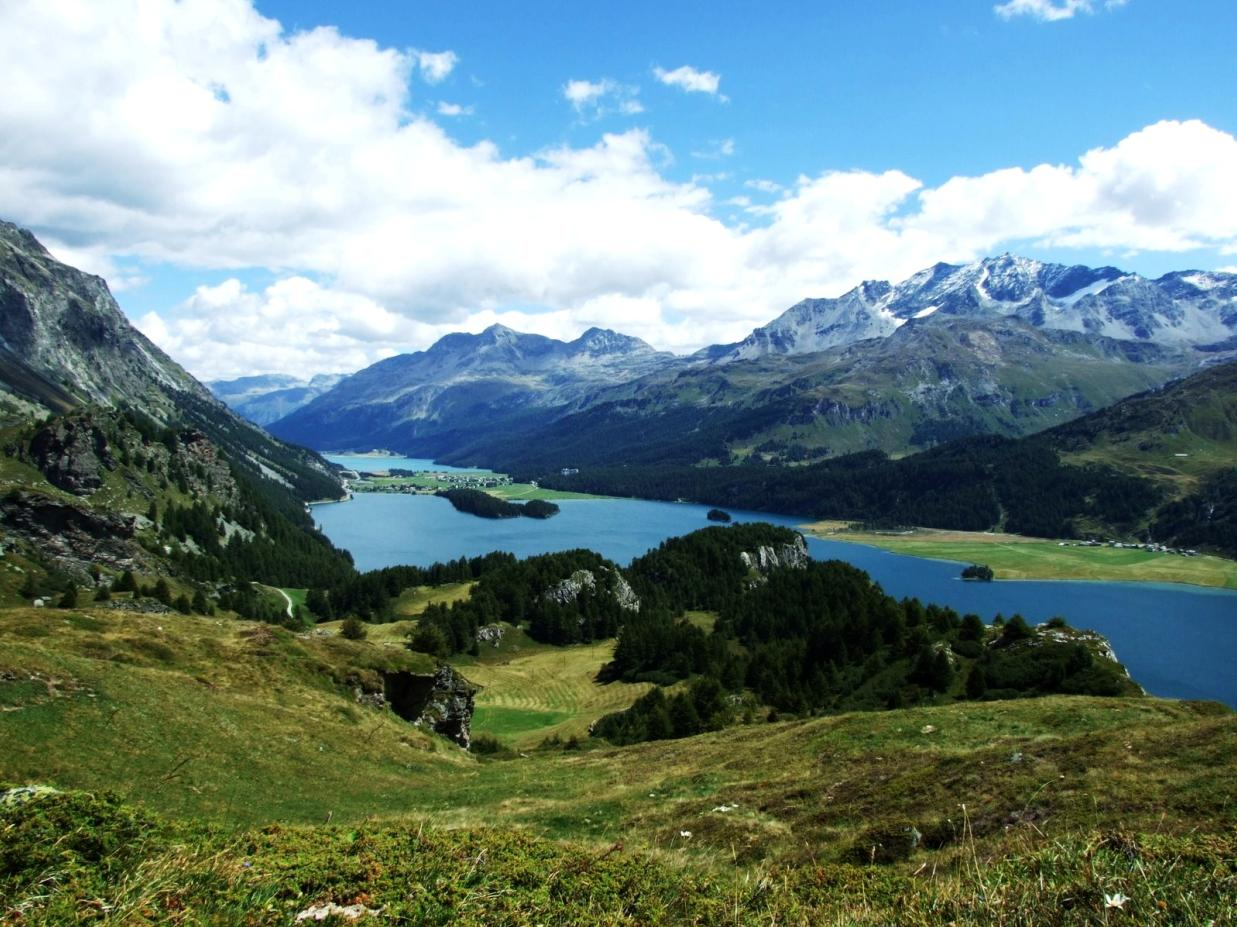
Silssjön i Schweiz.

Annemarie Schwarzenbach växte upp i en av dåtidens rikaste schweiziska familjer. Hon studerade i Zürich och Paris och doktorerade år 1931 vid 23 års ålder. Hon hade redan då skrivit sin första bok och var god vän med Klaus Mann och Erika Mann, barn till den tyske författaren Thomas Mann. 
Schwarzenbach levde en tid som journalist i Berlin men gav sig år 1933 ut på en resa mot Pyrenéerna med fotografen Marianne Breslauer. Hon besökte under resan bland annat Beirut, Jerusalem, Bagdad, Baki och Teheran. I Teheran mötte hon den franske diplomaten Claude Clarac, som hon sedan gifte sig med. Allt tycktes gå väl, hon fick fransk nationalitet och diplomatiskt pass. Men hennes affär med den turkiske ambassadörens dotter i Teheran orsakade en skandal.[källa behövs]
Två av hennes böcker publicerades i Schweiz år 1937 efter att Schwarzenbach rest till USA. I sällskap av Klaus och Erika Mann träffade Schwarzenbach där Carson McCullers 1940, som utvecklade en obesvarad kärlek till henne. McCullers dedikerade sin roman Spegling i ett gyllne öga (1941) till henne. Schwarzenbach gav sig sedan av till Östeuropa där hon fotograferade. Hennes fotografier porträtterar Europa under fascismens ökande inflytande. 
Under sin tid i Berlin hade Schwarzenbach för första gången använt morfin, och drogberoendet som uppstod skulle plåga henne under resten av livet. Efter att ha återvänt till Europa, och under den följande resan till Afghanistan, vilken var tänkt som en avvänjningsresa, försämrades istället hennes beroende. Hon skiljdes från sin reskamrat i Kabul efter konflikter och reste därefter än en gång till USA där hon drabbades av en depression på grund av en olycklig kärlekshistoria. Den psykiatriska kliniken där hon var inlagd släppte ut henne på ett villkor: att hon lämnade landet. 
Schwarzenbach avled 15 november 1942, en kort tid efter en cykelolycka i närheten av Silssjön i Schweiz.

## Selektiv bibliografi

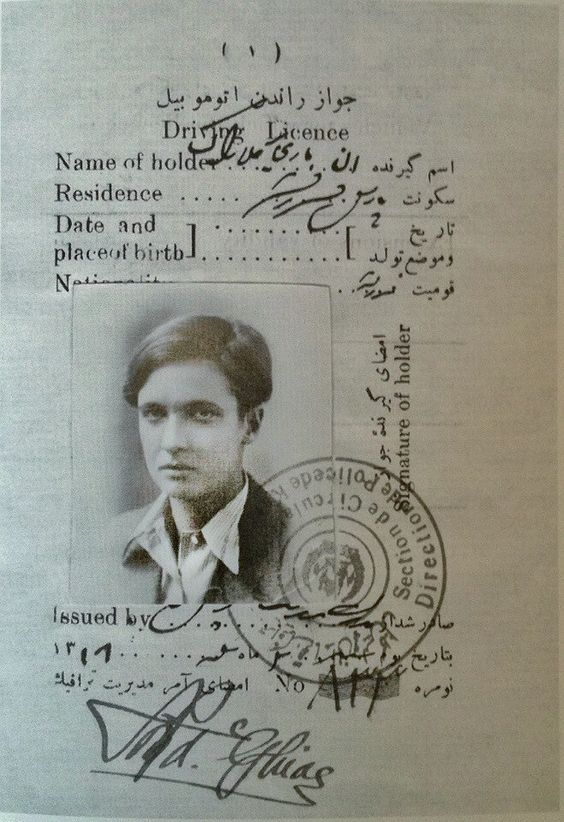
Körkort Annemarie Schwarzenbach

Inga av Schwarzenbachs verk finns i nuläget utgivna på svenska, men många finns översatta till andra språk, särskilt franska, engelska och italienska.
- Freunde um Bernhard. Roman. Amalthea-Verlag, Wien 1933
- Lyrische Novelle. Rowohlt Verlag, Berlin 1933
- Winter in Vorderasien. Tagebuch einer Reise. Rascher, Zürich 1934
- Lorenz Saladin. Ein Leben für die Berge. Hallwag, Bern/Stuttgart 1938
- Das glückliche Tal, Morgarten, Zürich 1940
- Bei diesem Regen. Lenos, 1989.
- Jenseits von New York. Lenos, 1992
- Tod in Persien. Lenos, 2003.
- Auf der Schattenseite. Lenos, 1995
- Flucht nach oben. Lenos, 1999
- Alle Wege sind offen. Lenos, 2000.
- Winter in Vorderasien. Lenos, 2002.
- Insel Europa. Lenos, 2005
- Kongo-Ufer / Aus Tetouan. Erstdruck aus dem Nachlass, esperluète editions, 2005
- Georg Trakl. In: Mitteilungen aus dem Brenner-Archiv 23/2004, S. 47-81
- Pariser Novelle. In: Jahrbuch zur Kultur und Literatur der Weimarer Republik 8, 2003, S. 11-35.
- Unsterbliches Blau. Gemeinsam mit Ella K. Maillart und Nicolas Bouvier, Neuauflage bei Scheidegger & Spiess, 2003
- Wir werden es schon zuwege bringen, das Leben. Briefe von A. Schwarzenbach an Klaus und Erika Mann. Centaurus-Verlag, 1992
- Eine Frau zu sehen,, Kein & Aber, Zürich 2008
- Vor Weihnachten. [1933]. In: Wolfgang Klein u.a. (Hrsg.): Dazwischen. Reisen –     Metropolen – Avantgarden. Aisthesis, Bielefeld 2009, S. 69–79. ISBN 978-3-89528-731-2.
- Orientreisen. Reportagen aus der Fremde. Edition Ebersbach, Berlin 2010; 2. Auflage 2011. ISBN 978-3-86915-019-2.
- Das Wunder des Baums. Roman. Aus dem Nachlass herausgegeben und mit einem Nachwort von Sofie Decock, Walter Fähnders und Uta Schaffers. Chronos, Zürich 2011, ISBN 978-3-0340-1063-4.
- Afrikanische Schriften. Reportagen – Lyrik – Autobiographisches. Mit dem Erstdruck von «Marc». Hrsg. von Sofie Decock, Walter Fähnders und Uta Schaffers. Chronos, Zürich 2012, ISBN 978-3-0340-1141-9.